# Teogonia (mitologia)
Una teogonia (greco θεογονία, "theogonía") è un racconto mitico che descrive l'origine e la natura della discendenza divina. Questi racconti nascono perché nelle mitologie antiche le divinità, pur essendo immortali, hanno solo una nascita (a differenza del dio ebraico-cristiano-islamico) e di conseguenza una genealogia.
La prima e anche la più conosciuta di queste narrazioni è la Teogonia di Esiodo, ma nell'antichità ve ne erano anche altre, attribuite a Orfeo, Museo e Omero.

## Le altreTeogonie
Acusilao di Argo visse prima delle guerre persiane, compose la sua opera Γενεαλογίαι in cui riportò, modificandola, la Teogonia di Esiodo.
La teogonia di Epimenide (Χρησμοί) possiede delle analogie sia con quella esiodea che con quella orfica, individuando le potenze prime nell'Aria e nella Notte, genitrici del Tartaro e quindi del restante cosmo. Taumaturgo, fu anche estatico vivendo al pari di Aristea esperienze di viaggio fuori dal corpo. Il dio principale di Epimenide era tuttavia lo Zeus cretese; Plutarco sostiene che lo stesso Epimenide veniva indicato come Κούρης νεός (nuovo Curete).
Ferecide, autore del poema cosmogonico Επτάμυχος (Le sette caverne, indicato anche come Θεοκρασία o Πεντάμυχος), individua invece come divinità primordiali ed eterne: Zas (Ζὰς, analogo a Zeus), Chthonie (Χθονίη, poi dopo aver avuto in dono la Terra diviene Gaia) e Chronos (Χρόνος). Dal seme di Chronos, defluirono gli elementi di terra, acqua e fuoco che allocati in sette (o cinque) antri dell'universo furono all'origine della restante generazione degli dèi e quindi del cosmo. La teogonia di Ferecide influì, o fu influenzata, sulle teogonie orfiche e quindi su quelle pitagoriche.